# One Day (The Rootless)
One Day è un brano musicale del gruppo musicale giapponese The Rootless, pubblicato il 20 ottobre 2010 come loro primo singolo. Il brano è stato utilizzato come tredicesima sigla di apertura per gli episodi dal 460 al 492 dell'anime One Piece, in sostituzione della precedente sigla Kaze o sagashite.

## Tracce
CD singolo
CD
1. One Day - 4:19
2. Real (リアル?) - 4:06
3. Sayonara no mae ni (さよならの前に?) - 5:12
4. One Day (Instrumental) - 4:19
5. One Day -TV Version- - 2:30

Durata: 20:29
DVD
1. One Day (Video Clip)
2. One Day (Making of Video Clip)
3. One Day Documentary

## Classifiche
| Classifica (2004) | Posizione massima |
| ----------------- | ----------------- |
| Giappone (Oricon) | 3                 |